# Mühlkreis Autobahn
Mühlkreis Autobahn er en betegnelse for motorvej A7 i Østrig, der forløber fra West Autobahn A1 ved Linz mod nord til Unterweitersdorf. Den er 26,8 kilometer lang og indgår i europavejsnettet med nummer E55.
Oprindelig var det planlagt, at motorvejen skulle føres til den tjekkiske grænse, hvilket dog ikke blev gennemført. De resterende 35 kilometer til grænsen planlægges nu udbygget som Schnellstraße S10.
Med 100.000 biler gennem Linz er A7 en af de tættest befærdede vejstrækninger i Østrig. For at begrænse støjen for beboerne er motorvejen i 2005 blevet ført gennem to tunneller på hhv. 1.062 og 580 meter længde.